# Bildungshaus St. Arbogast

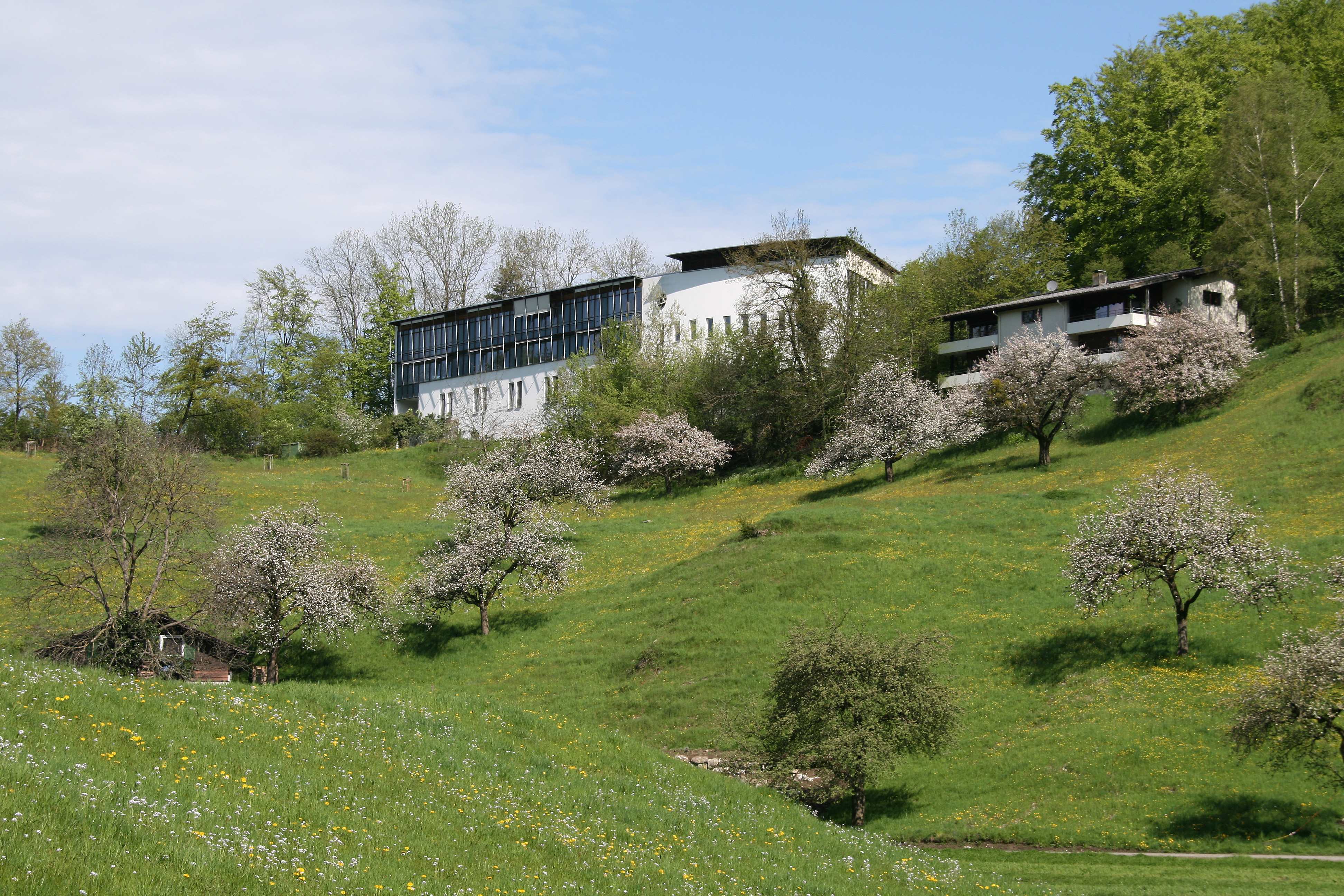
Bildungshaus St. Arbogast

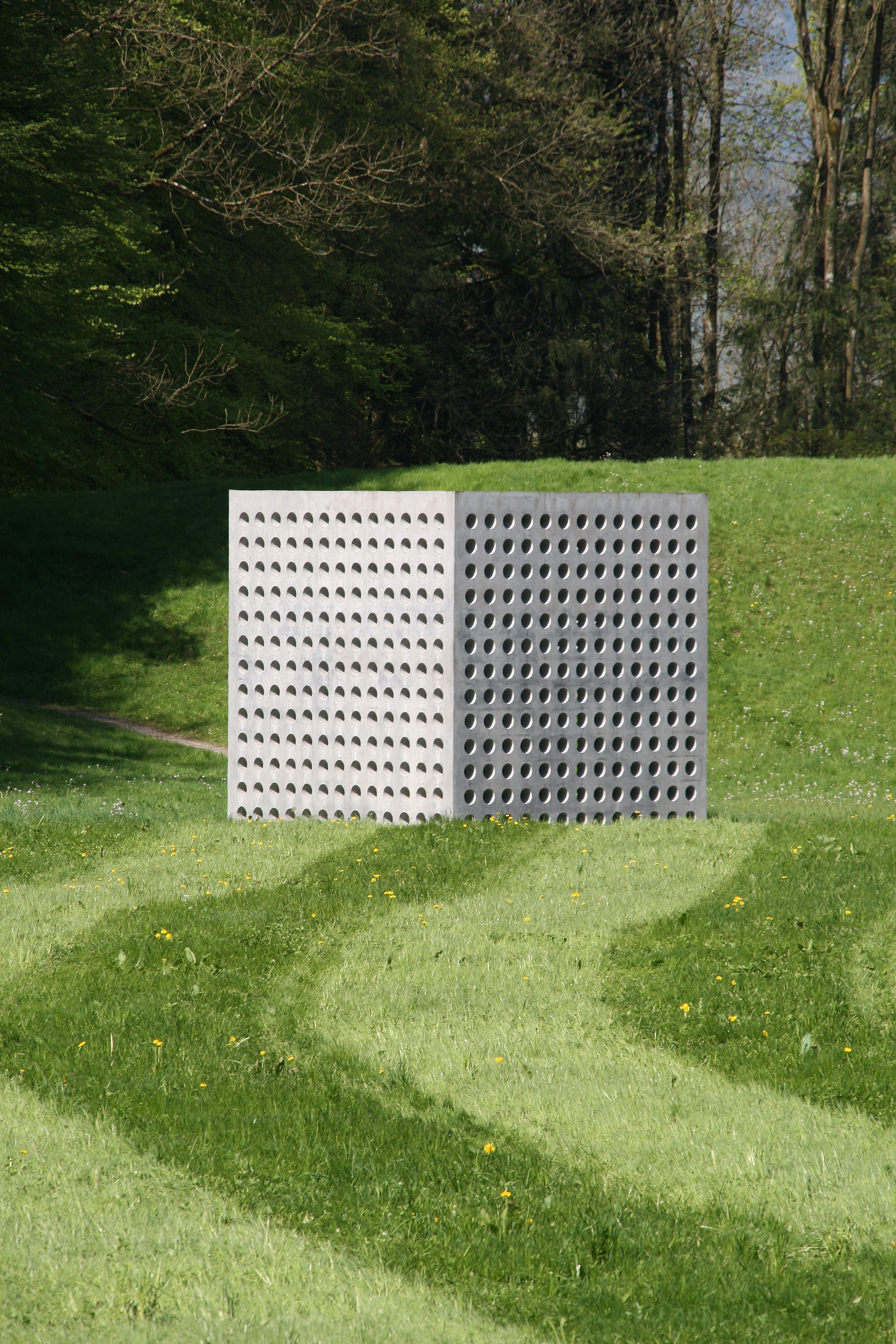
Wasserhaus im Garten

Das Jugend- und Bildungshaus St. Arbogast ist eine römisch-katholische Bildungseinrichtung der Diözese Feldkirch für Vorarlberg in der Marktgemeinde Götzis in der Montfortstraße 88.

## Lage
Das Jugend- und Bildungshaus St. Arbogast liegt am Rande des Naturschutzgebietes Hohe Kugel – Hoher Freschen – Mellental oberhalb des Vorarlberger Rheintals, rund 1,5 km vom Ortszentrum von Götzis entfernt. Das Hauptgebäude sowie die drei Gästehäuser umschließen den an einen Dorfplatz erinnernden Hof mit Café-Tischen und einem naturnahen Staudengarten.

## Geschichte
St. Arbogast wurde als Jugendhaus am 8. Dezember 1960 eröffnet. In den Jahren davor haben sich tausende Jugendliche der Katholischen Jugend Vorarlberg rund um Jugendseelsorger Anton Nenning für den Bau eines Jugendhauses in Vorarlberg eingesetzt. Einer der Aktivisten war August Christa, der von Beginn an bis 1989 das Haus leitete.
Nach den Plänen der Architekten Anton Rhomberg und Hans Feßler wurde im Jahre 1959 das Wirtschaftsgebäude und das Wohnhaus 1 gebaut und von 1967 bis 1969 mit dem Bau der Kapelle und der Häuser 2 und 3 erweitert. 1970 wurden die neuen Häuser eröffnet und die Kapelle dem Heiligen Geist geweiht. Von 1991 bis 1993 wurde der Umbau des Hauptgebäudes nach den Plänen der Architekten Hermann Kaufmann und Christian Lenz mit dem Tragwerkplaner Ingo Gehrer errichtet.
Das Wasserhaus in der Form eines 5 × 5 Meter großen Betonkubus mit 820 kreisrunden Löchern steht auf einer Wiese unweit des Bildungshauses. Der bildende Künstler Fridolin Welte gewann mit seinem Entwurf einen Wettbewerb zum Thema Wasser und Kunst am Bau. Die Umsetzung erfolgte 2003 mit Christian Lenz. Zeitgleich wurde der dortige Kalkofenbach renaturiert. Der Pavillon wird als Meditationsraum und für erlebnisorientierte Bildungsveranstaltungen zum Thema Wasser, Schöpfungsspiritualität, Naturerleben, Umweltbewusstsein für Erwachsene, Jugendliche und Kinder genutzt.